# 終身定期金
終身定期金（しゅうしんていききん）とは、自己、相手方または第三者が死亡するまでの期間、定期に一定の金銭その他の物を相手方または第三者に給付し続けることを内容とする契約である。日本の民法では典型契約の一種とされる（民法689条）。終身定期金契約の法的性質は諾成契約であり、対価性の有無によって有償契約・無償契約あるいは双務契約・片務契約の性質が定まる。

## 概説
日本の民法では689条から694条までに規定がある。このような規定の立法の背景としては、民法の立法当時において、起草者は将来的に個人主義風潮が強まって、このような契約による生涯保障が行われることが多くなると予想していたためとされる。欧米では農村の農業経営者の親子間で慣習的にこのような契約が結ばれることがある。しかし、日本ではこのような契約が用いられることはほとんどなく、過去から現在までこのような慣習が定着したことはない。現代においては社会保障の充実が図られ、公的年金制度（国民年金・厚生年金・共済組合年金）や私的年金、企業年金がその役割を果たしているためであり、また、私的年金については特別法や約款で内容が定められるため民法の規定の適用の余地はないとされる。その結果、民法の終身定期金について定めた規定はほとんど存在意義を失っているとされる。

## 終身定期金の内容
- 終身定期金契約（民法689条）
終身定期金契約は、当事者の一方が、自己、相手方又は第三者の死亡に至るまで、定期に金銭その他の物を相手方又は第三者に給付することを約することによって、その効力を生ずる。
- 終身定期金の計算（民法690条）
終身定期金は、日割りで計算する。
- 終身定期金契約の解除（民法691条）
  - 終身定期金債務者が終身定期金の元本を受領した場合において、その終身定期金の給付を怠り、又はその他の義務を履行しないときは、相手方は、元本の返還を請求することができる。この場合において、相手方は、既に受け取った終身定期金の中からその元本の利息を控除した残額を終身定期金債務者に返還しなければならない（1項）。
  - 前項の規定は、損害賠償の請求を妨げない（2項）。
- 終身定期金契約の解除と同時履行（民法692条）
  - 民法533条（同時履行の抗弁権）の規定は、前条の場合について準用する。
- 終身定期金債権の存続の宣告（民法693条）
  - 終身定期金債務者の責めに帰すべき事由によって第六百八十九条に規定する死亡が生じたときは、裁判所は、終身定期金債権者又はその相続人の請求により、終身定期金債権が相当の期間存続することを宣告することができる（1項）。
  - 前項の規定は、第六百九十一条の権利の行使を妨げない（2項）。
- 終身定期金の遺贈（民法694条）
この節の規定は、終身定期金の遺贈について準用する。